# Księstwo podolskie
Księstwo podolskie – kraina historyczna leżąca na Rusi między rzekami Dniestr a Uszycą. Dzieliło się na Podole Zachodnie – Podniestrze i Podole Wschodnie – Pobuże. Ziemie podolskie w XIV wieku wchodziły w skład księstwa halickiego i Wielkiego Księstwa Kijowskiego. Panujący władcy wywodzili się z dynastii Rurykowiczów. Podczas najazdu mongolskiego na Ruś w 1238 r. zniszczeniu uległy wszystkie ważniejsze grody Podola. Po ustaniu zawieruchy mongolskiej tereny tutejsze zasiedliła ludność ruska, uciekająca z centralnej Rusi na tereny lędziańskie przed nawałą mongolską (patrz: rutenizacja). Na ten czas datuje się założenie Kamieńca Podolskiego, Bracławia, Winnicy.
W poł. XIV w. obszar Podola stał się przedmiotem zainteresowania Litwy i Królestwa Polskiego. Około 1349 r. księstwo opanowali litewscy Koriatowicze. Ostatecznie po latach walk przedstawiciele tego rodu Aleksander Koriatowicz i Jerzy Narymuntowicz złożyli hołd królowi Kazimierzowi Wielkiemu prawdopodobnie w 1366 r. Cechą charakterystyczną władztwa podolskiego był system diarchiczny rządów (dwóch panujących). Ponadto Koriatowicze opierali się na urzędnikach, którzy wykonywali w powierzonych sobie okręgach zamkowych władzę administracyjną i wojskową. W 1377 książęta podolscy złożyli hołd królowi Ludwikowi Andegaweńskiemu, jednakże jako królowi Węgier, a nie Polski. Niesnaski pomiędzy braćmi Fiodorem i Wasylem Koriatowiczami doprowadziły do interwencji zbrojnej Władysława II Jagiełły w 1394 r., który przyłączył Podole do Korony.
Król polski podzielił Podole w 1395 r., część zachodnią przekazując w lenno Spytkowi z Melsztyna, a obszary wschodnie w dożywocie księciu Witoldowi. Po śmierci Spytka w bitwie nad Worskłą w 1399 r. lenno przekazano bratu królewskiemu Świdrygielle w roku następnym. Niechętny Witoldowi i sprzymierzony z zakonem krzyżackim Świdrygiełło już na przełomie 1401/02 r. wywołał bunt, jednakże został pokonany i odebrano mu zarząd nad Podolem, przekazując go w ręce starosty królewskiego. Od 1411 całe Podole znajdowało się we władzy Wielkiego Księcia Litewskiego.
Po śmierci Witolda w 1430 r. rozpoczęła się inkorporacja Księstwa Podolskiego do Korony Polskiej, popierana przez miejscową szlachtę, m.in. Buczackich, Odrowążów i Kierdejów. Walkę o Podole rozpoczął nowy książę litewski Śwydrygiełło, który zajął jego wschodnią część. Po utracie tronu litewskiego w 1432, utrzymał się na tych terenach do 1437 r., kiedy to ostatecznie skapitulował.
W miejsce zlikwidowanego księstwa utworzono województwo podolskie ze stolicą w Kamieńcu Podolskim. Pierwszym wojewodą był Piotr Odrowąż ze Sprowy i Zagórza od 1434 r. Ponadto wprowadzono całą hierarchię urzędniczą charakterystyczną dla Królestwa Polskiego skupioną w stołecznym Kamieńcu. Obok wojewody najważniejszymi urzędnikami byli kasztelan kamieniecki i starosta (generał) podolski (kamieniecki). Od 1493 roku zarówno wojewoda podolski, jak i kasztelan kamieniecki wchodzili w skład senatu. W 1566 wschodnią część Podola przekształcono w nowe województwo ze stolicą w Bracławiu, które w 1569 zostało inkorporowane do Korony. Po Rozbiorach Polski Podole weszło w skład Cesarstwa Rosyjskiego jako gubernie bracławska (1793) i podolska (1795).